# Opština Kumanovo
Opština Kumanovo (makedonsky Општина Куманово) je jednou ze 6 opštin Severovýchodního regionu a také současně jednou z 80 opštin v Severní Makedonii. Rozkládá se spíše v západní části regionu. Rozloha je 509,48 km². Správním centrem opštiny je město Kumanovo.

## Popis
Opštinu tvoří město Kumanovo a dále 47 vesnic, jimiž jsou:
| Jméno         | makedonsky   |  | Jméno       | makedonsky |  | Jméno        | makedonsky         |
| ------------- | ------------ |  | ----------- | ---------- |  | ------------ | ------------------ |
| Agino Selo    | Агино Село   |  | Jačince     | Јачинце    |  | Proevce      | Проевце            |
| Bedinje       | Бедиње       |  | Karabičane  | Карабичане |  | Pčinja       | Пчиња              |
| Beljakovce    | Бељаковце    |  | Klečevce    | Клечевце   |  | Režanovce    | Режановце          |
| Biljanovce    | Биљановце    |  | Kokošinje   | Кокошиње   |  | Rečica       | Речица             |
| Brzak         | Брзак        |  | Kolicko     | Колицко    |  | Romanovce    | Романовце          |
| Vak'v         | Вак'в        |  | Kosmatac    | Косматац   |  | Skačkovce    | Скачковце          |
| Vince         | Винце        |  | Kutlibeg    | Кутлибег   |  | Sopot        | Сопот (Кумановско) |
| Gabreš        | Габреш       |  | Kučkarevo   | Кучкарево  |  | Studena Bara | Студена Бара       |
| Gorno Konjare | Горно Коњаре |  | K'šanje     | К’шање     |  | Suševo       | Сушево             |
| Gradište      | Градиште     |  | Lopate      | Лопате     |  | Tabanovce    | Табановце          |
| D'lga         | Д'лга        |  | Ljubodrag   | Љубодраг   |  | Tromega      | Тромеѓа            |
| Dobrošane     | Доброшане    |  | Murgaš      | Мургаш     |  | Umin Dol     | Умин Дол           |
| Dovezence     | Довезанце    |  | Novo Selo   | Ново Село  |  | Čerkezi      | Черкези            |
| Dolno Konjare | Долно Коњаре |  | Novoseljane | Новосељане |  | Četirce      | Четирце            |
| Živinje       | Живиње       |  | Orašac      | Орашац     |  | Šuplji Kamen | Шупљи Камен        |
| Zubovce       | Зубовце      |  | Pezovo      | Пезово     |  |              |                    |

Sousedními opštinami jsou:
Staro Nagoričane na severovýchodě, Rankovce a Kratovo na východě, Sveti Nikole a Petrovec na jihu, Ilinden a Aračinovo na jihozápadě a Lipkovo na západě. Na severu pak hraničí se srbskou opštinou Preševo.

## Poloha
Opština se rozkládá v údolí kolem řeky Pčinja a jejích přítoků Kumanovka a Kriva Reka v nadmořské výšce zhruba 280 až 550 m. Do jižní části území zasahuje severovýchodní okraj pohoří Karadžica. V té části pak výška dosahuje až zhruba 750 m n. m. Podobnou nadmořskou výšku má také území na severu opštiny v okolí vesnice Suševo.

## Doprava
V opštině má hlavní význam silniční doprava. Od hranice se Srbskem směřuje k jihu dálnice A1/E 75. V Kumanovu z dálnice odbočuje směrem na východ hlavní silnice A2/E 871. Ta propojuje mezi sebou opštiny Severovýchodního regionu ve směru na východ a končí na hranici s Bulharskem.
Téměř souběžně s dálnicí A1 prochází opštinou železniční trať, která spojuje Srbsko s Severní Makedonií a dále i s Řeckem. Na území opštiny je na trati několik zastávek včetně stanice Kumanovo.

## Demografie
Podle posledního sčítání lidu z roku 2021 žije v opštině 98 104 obyvatel. Etnickými skupinami jsou:
- Makedonci = 54 741 (55,8 %)
- Albánci = 25 493 (25,99 %)
- Srbové = 6 392 (6,52 %)
- Romové = 2 795 (2,85 %)
- Turci = 143 (0,15 %)
- Valaši = 117 (0,12 %)
- ostatní a neuvedené = 8 423 (8,58 %)